# TEP150型柴油机车
TEP150型柴油机车（烏克蘭語：ТЕП150）是乌克兰铁路的准高速干线客运柴油机车车型之一，由卢甘斯克机车制造厂为满足乌克兰铁路客运机车更新换代需要而设计制造。
TEP150型机车为六轴电传动干线客运柴油机车，机车轴式Co-Co，轴重为22.5吨，最高运行速度为160公里/小时。机车装用一台5Д49型柴油机，功率为3100kW，采用交—直流电传动。机车牵引电动机采用架悬式全悬挂，机车设有微机系统，具有控制和诊断功能；机车并设有列车供电系统，能够向列车提供3000伏直流电源。

## 参看
- TEP70型柴油机车
- TE109型柴油机车